# Laßnitz bei Murau
Laßnitz bei Murau är en tidigare kommun  i Österrike. Den låg i distriktet Murau i förbundslandet Steiermark. Den blev den 1 januari 2015 en del av kommunen Murau.
Kommunen bestod av tre orter (Ortschaften) (inom parentes invånarantal 1 januari 2024):
- Laßnitz-Lambrecht (225)
- Laßnitz-Murau (167)
- Sankt Egidi (349)